# Piotr Wiwczarek
Piotr "Peter" Paweł Wiwczarek, född 22 oktober, 1965 i Olsztyn, Polen, är sångare i death metal-bandet Vader. 

## Diskografi
- The Ultimate Incantation (1993)
- De Profundis (1995)
- Black to the Blind (1997)
- Litany (2000)
- Revelations (2002)
- The Beast (2004)
- Impressions in Blood (2006)
- Necropolis (2009)